# The American Way (album)
Albums de Sacred Reich
Ignorance
(1987) Independent
(1993)
The American Way est le deuxième album studio du groupe de thrash metal américain Sacred Reich sorti le 15 mai 1990.

## Liste des titres
| No | Titre                   | Paroles   | Musique                 | Durée |
| -- | ----------------------- | --------- | ----------------------- | ----- |
| 1. | Love...Hate             | Phil Rind | Phil Rind, Wiley Arnett | 4:06  |
| 2. | The American Way        | Phil Rind | Phil Rind, Wiley Arnett | 3:39  |
| 3. | The Way It Is           | Phil Rind | Phil Rind               | 4:58  |
| 4. | Crimes Against Humanity | Phil Rind | Phil Rind               | 6:15  |
| 5. | State of Emergency      | Phil Rind | Phil Rind               | 6:14  |
| 6. | Who's to Blame          | Phil Rind | Phil Rind               | 3:38  |
| 7. | I Don't Know            | Phil Rind | Phil Rind               | 3:13  |
| 8. | 31 Flavors              | Phil Rind | Phil Rind, Wiley Arnett | 3:16  |

| 9.  | The American Way (1989 Demo)        | 3:29 |
| 10. | Love...Hate (1989 Demo)             | 3:56 |
| 11. | Crimes Against Humanity (1989 Demo) | 5:35 |
| 12. | State of Emergency (1989 Demo)      | 4:39 |
| 13. | I Don't Know (1989 Demo)            | 2:55 |
| 14. | 31 Flavors (1989 Demo)              | 0:31 |

Le clip du morceau The American Way a été utilisé pour le film California Man sorti en 1992.

## Composition du groupe
- Phil Rind - Chant et basse.
- Wiley Arnett - Guitare solo.
- Jason Rainey - Guitare rythmique.
- Greg Hall - Batterie et tambourin.

## Membres additionnels
- Bill Metoyer - Production et ingénieur du son.
- Scott Campbell - Ingénieur du son (assistant).
- Gloria Bujnowski - Management.
- Paul Stottler - Artwork (peintures).
- The Unity Horns sur 31 Flavors :
  - Tony Brewster - Trompette.
  - Will Donato - Saxophone.
  - Tim Moynahan - Trombone.